# Aetheolaena
 Aetheolaena  Cass., 1827 è un genere di piante angiosperme dicotiledoni della famiglia delle Asteraceae (sottofamiglia Asteroideae).

## Etimologia
L'etimologia del nome del genere deriva dalla parola greca "aethereus" (= cielo, aereo, etere o anche epifita).
Il nome scientifico del genere è stato definito dal botanico Alexandre Henri Gabriel de Cassini (1781-1832) nella pubblicazione " Dictionnaire des Sciences Naturelles, dans lequel on traite méthodiquement des différens êtres de la nature, considérés soit en eux-mêmes, d'aprés l'état actuel de nos connoissances, soit relativement à l'utilité quén peuvent retirer la médecine, l'agriculture, le commerce et les arts. Strasbourg. Edition 2" (Dict. Sci. Nat., ed. 2. [F. Cuvier] 48: 447) del 1827.

## Descrizione
Habitus. Le specie di questo genere hanno un habitus di tipo subarbustivo perenne. Le superfici delle piante sono densamente pubescenti per peli semplici.
Fusto. La parte aerea è eretta o strisciante; semplice o ramosa.
Foglie. Le foglie sono sia basali che cauline disposte in modo sparpagliato. Quelle basali sono picciolate, quelle cauline sono più o meno sessili. La forma della lamina è intera con forme triangolari-ovate. I margini sono interi o dentati o seghettati.
Infiorescenza. Le sinflorescenze sono composte da più capolini (ma anche uno solo) organizzati in formazioni corimboso-panicolate. Le infiorescenze vere e proprie sono formate da un capolino terminale peduncolato annuenti di tipo discoide. Alla base dell'involucro può essere presente un calice formato da brattee fogliacee. I capolini sono formati da un involucro, con forme da cilindriche a campanulate o emisferiche, composto da diverse brattee, al cui interno un ricettacolo fa da base ai fiori di due tipi: quelli esterni del raggio e quelli più interni del disco. Le brattee sono disposte in modo embricato di solito su una sola serie e possono essere connate alla base. Il ricettacolo è nudo (senza pagliette a protezione della base dei fiori); la forma è convessa e a volte è alveolato.
Fiori.  I fiori sono tetra-ciclici (formati cioè da 4 verticilli: calice – corolla – androceo – gineceo) e pentameri (calice e corolla formati da 5 elementi). Sono inoltre ermafroditi, più precisamente i fiori del raggio (quelli ligulati e zigomorfi) sono femminili; mentre quelli del disco centrale (tubulosi e actinomorfi) sono bisessuali o a volte funzionalmente maschili.
- Formula fiorale:

*/x K {\displaystyle \infty }, [C (5), A (5)], G 2 (infero), achenio
- Calice: i sepali del calice sono ridotti ad una coroncina di squame.
- Corolla: nella parte inferiore i petali della corolla sono saldati insieme e formano un tubo. In particolare le corolle dei fiori del disco centrale (tubulosi) terminano con delle fauci dilatate a raggiera con cinque lobi. I lobi possono avere una forma da deltoide a triangolare-ovata. Nella corolla dei fiori periferici (ligulati) il tubo si trasforma in un prolungamento da nastriforme o ligulato a filiforme o allargato, terminante più o meno con cinque dentelli. Il colore delle corolle varia da bianco sporco a verde-grigiastro.
- Androceo: gli stami sono 5 con dei filamenti liberi. La parte basale del collare dei filamenti può essere dilatata. Le antere invece sono saldate fra di loro e formano un manicotto che circonda lo stilo. Le antere sono senza coda ("ecaudate") e ottuse; a volte sono presenti delle appendici apicali che possono avere varie forme (principalmente lanceolate). La struttura delle antere è di tipo tetrasporangiato, raramente sono bisporangiate. Il tessuto endoteciale è radiale o polarizzato. Il polline è tricolporato (tipo "helianthoid").[11]
- Gineceo: lo stilo è biforcato con due stigmi nella parte apicale. Gli stigmi sono convessi o conici; possono avere un ciuffo di peli radicali o in posizione centrale; possono inoltre essere ricoperti da minute papille; altre volte i peli sono di tipo penicillato. Le superfici stigmatiche sono separate.  L'ovario è infero uniloculare formato da 2 carpelli.

Frutti. I frutti sono degli acheni con pappo. La forma degli acheni è oblunga; la superficie è percorsa da diverse coste longitudinali ed è glabra. Possono essere presenti delle ali o degli ispessimenti marginali. Non sempre il carpoforo è distinguibile. Il colore del frutto può essere nero o bruno. Il pappo è formato da numerose setole snelle, bianche e caduche; possono inoltre essere connate alla base.

## Biologia
Impollinazione: l'impollinazione avviene tramite insetti (impollinazione entomogama tramite farfalle diurne e notturne).
Riproduzione: la fecondazione avviene fondamentalmente tramite l'impollinazione dei fiori (vedi sopra).
Dispersione: i semi (gli acheni) cadendo a terra sono successivamente dispersi soprattutto da insetti tipo formiche (disseminazione mirmecoria). In questo tipo di piante avviene anche un altro tipo di dispersione: zoocoria. Infatti gli uncini delle brattee dell'involucro (se presenti) si agganciano ai peli degli animali di passaggio disperdendo così anche su lunghe distanze i semi della pianta. Inoltre per merito del pappo il vento può trasportare i semi anche a distanza di alcuni chilometri (disseminazione anemocora).

## Distribuzione e habitat
Le specie di questo genere sono distribuite dalla Bolivia al Venezuela in habitat tipicamente montani.

## Tassonomia
La famiglia di appartenenza di questa voce (Asteraceae o Compositae, nomen conservandum) probabilmente originaria del Sud America, è la più numerosa del mondo vegetale, comprende oltre 23.000 specie distribuite su 1.535 generi, oppure 22.750 specie e 1.530 generi secondo altre fonti (una delle checklist più aggiornata elenca fino a 1.679 generi). La famiglia attualmente (2021) è divisa in 16 sottofamiglie; la sottofamiglia Asteroideae è una di queste e rappresenta l'evoluzione più recente di tutta la famiglia.

### Filogenesi
Il genere di questa voce appartiene alla sottotribù Senecioninae della tribù Senecioneae (una delle 21 tribù della sottofamiglia Asteroideae). In base ai dati filogenetici la sottotribù, all'interno della tribù, occupa il "core" della tribù e insieme alla sottotribù Othonninae forma un "gruppo fratello".
I seguenti caratteri sono indicativi per la sottotribù:
- il portamento è molto vario (erbe, arbusti, liane, epifite, alberelli o alberi);
- le foglie sono sia basali che cauline disposte in modo alternato;
- sono presenti capolini sia radiati, disciformi o discoidi;
- le antere sono tetrasporangiate, raramente bisporangiate.

La struttura della sottotribù è molto complessa e articolata (è la più numerosa della tribù con oltre 1.200 specie distribuite su un centinaio di generi) e al suo interno sono raccolti molti sottogruppi caratteristici le cui analisi sono ancora da completare. Il genere di questa voce, come i generi Culcitium, Iocenes e Lasiocephalus, tutti difficili da definire, inizialmente era descritto all'interno del grande genere (polifiletico) Senecio. I quattro generi citati possono essere raggruppati in base ad alcuni caratteri apomorfi (caratteri derivati nuovi) come il colore dei fiori, la morfologia dello stilo, o altri caratteri comuni quali l'habitus derivato dagli habitat montani, i capolini annuenti e discoidi, e la densa pubescenza.
I caratteri distintivi per le specie del genere  Aetheolaena sono:
- le foglie sono distintamente picciolate;
- i capolini hanno un portamento annuente;
- il colore dei fiori non è puramente giallo.

Il numero cromosomico della specie è: 2n = 40.

### Elenco delle specie
Questo genere ha 22 specie:
- Aetheolaena caldasensis (Cuatrec.) B.Nord.
- Aetheolaena campanulata (Sch.Bip.) B.Nord.
- Aetheolaena cuencana (Hieron.) B.Nord.
- Aetheolaena decipiens (Benoist) B.Nord.
- Aetheolaena doryphylla (Cuatrec.) B.Nord.
- Aetheolaena heterophylla (Turcz.) B.Nord.
- Aetheolaena hypoleuca (Turcz.) B.Nord.
- Aetheolaena involucrata Cass.
- Aetheolaena ledifolia (Kunth) B.Nord.
- Aetheolaena lingulata (Schltdl.) B.Nord.
- Aetheolaena loeseneri (Hieron.) B.Nord.
- Aetheolaena longepenicillata (Sch.Bip. ex Sandwith) B.Nord.
- Aetheolaena mochensis (Hieron.) B.Nord.
- Aetheolaena mojandensis (Hieron.) B.Nord.
- Aetheolaena otophora (Wedd.) B.Nord.
- Aetheolaena patens (Kunth) B.Nord.
- Aetheolaena pichinchensis (Cuatrec.) B.Nord.
- Aetheolaena puracensis (Cuatrec.) B.Nord.
- Aetheolaena rosana (Cuatrec.) B.Nord.
- Aetheolaena senecioides (Kunth) B.Nord.
- Aetheolaena subinvolucrata (Cuatrec.) B.Nord.
- Aetheolaena yacuanguensis (Cuatrec.) B.Nord.